# Panama i olympiska sommarspelen 2004
Panama i olympiska sommarspelen 2004 bestod av fyra idrottare som blivit uttagna av Panamas olympiska kommitté.

## Friidrott
Herrarnas 400 meter häck:
- Bayano Kamani
  - Omgång 1: 49.37 s (5:a i heat 3, kvalificerad, 20:a totalt)
  - Semifinal: 48.23 s (2:a i semifinal 3, kvalificerad, 7:a totalt) (nationellt rekord)
  - Final: 48.74 s (5:a totalt)

Herrarnas längdhopp:
- Irving Saladino
  - Kval: 7.42 m (18:a i grupp B, gick inte vidare, 36:a totalt)